# Aneurus pygmaeus
Aneurus pygmaeus är en insektsart som beskrevs av Nicholas A. Kormilev 1966. Aneurus pygmaeus ingår i släktet Aneurus och familjen barkskinnbaggar. Inga underarter finns listade i Catalogue of Life.